# Watertoren (Amsterdam Watergraafsmeer)
De voormalige gemeente Watergraafsmeer had sinds 1898 een watertoren aan de Langeweg (de latere Archimedeslaan). Na de annexatie door Amsterdam in 1921 werd Watergraafsmeer op het Amsterdamse waterleidingnet aangesloten en verdween deze watertoren in 1936.